# Joël (profeet)

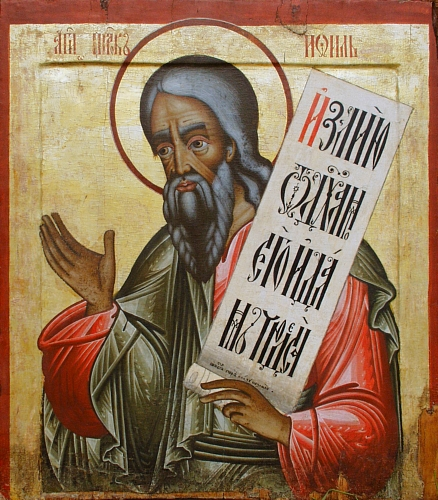
Russisch-orthodox icoon van Joël

De profeet Joël (Hebreeuws: יואל, Jō‧ʼel′: "JHWH is God”) is de tweede van de twaalf kleine profeten in de Hebreeuwse Bijbel.

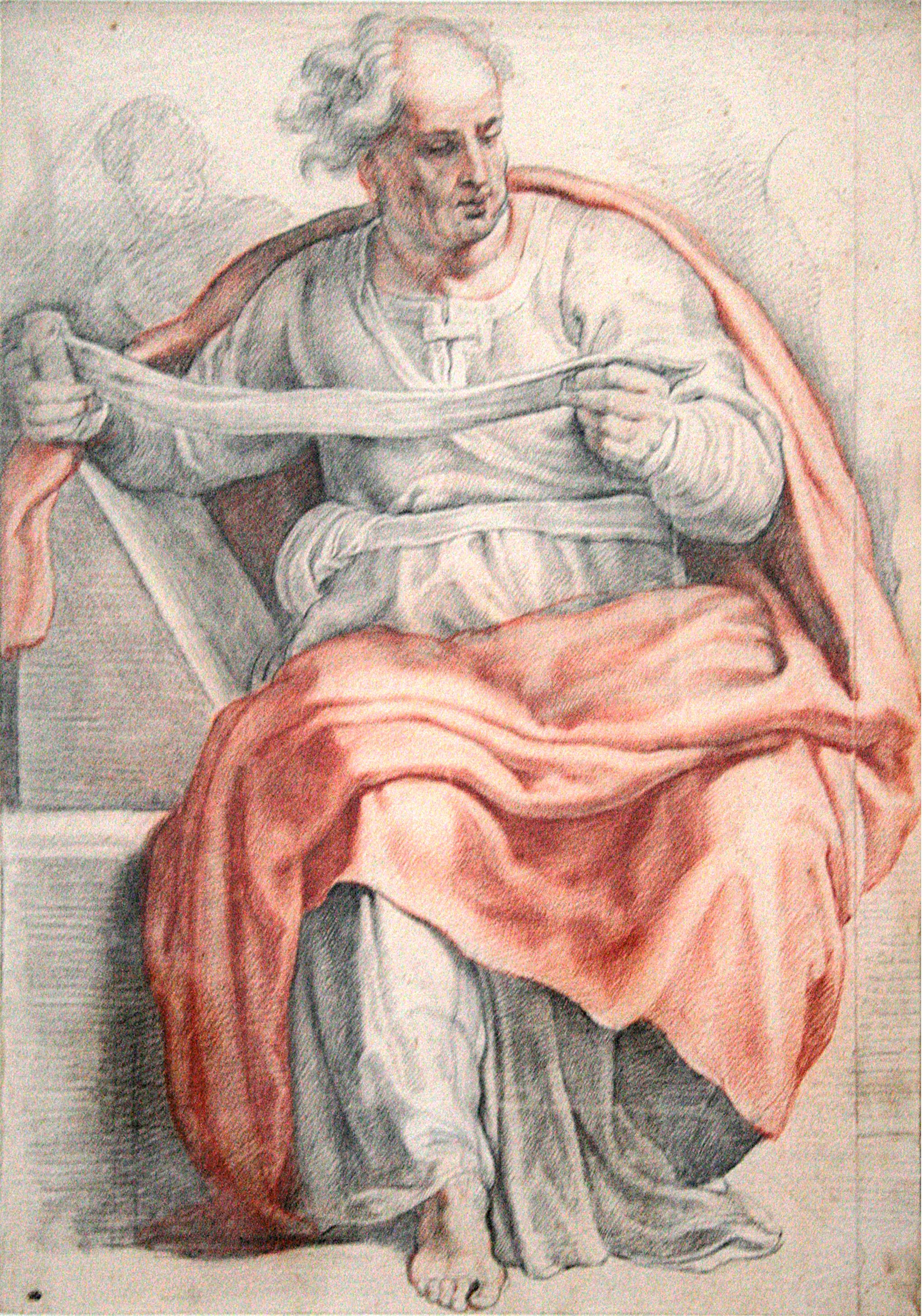
De Profeet Joël door Peter Paul Rubens (1601-1602) - Louvre - Département des Arts graphiques.

Traditioneel wordt aan hem het gelijknamige Bijbelboek Joël toegeschreven. Gelet op het schaarse materiaal is niet definitief te zeggen wanneer hij leefde; datering varieert van de negende eeuw v.Chr tot de vierde eeuw v.Chr. De vroegste datering van zijn werk als profeet is in de vroege jaren van Joas, rond 860-850 v.Chr. Degenen die deze vroege datering hanteren, voeren hiervoor aan dat er geen verwijzingen zijn naar de invasies van de Babyloniërs of de Assyriërs. Gaebelein noemt zeven argumenten voor een vroege datering. Late datering (vierde eeuw v.Chr.) wordt bijvoorbeeld gebaseerd op het noemen van Ioniërs.
De enige biografische informatie die de Hebreeuwse Bijbel geeft is dat hij de "zoon van Petuël" was (soms ook "Fatuël" gespeld - Joël 1:1). Eén traditie beweert dat hij uit 'Bethom' kwam, in de stam Ruben. In 1 Kronieken 24:16 wordt een zekere 'Petachja' genoemd; sommigen hebben deze in verband gebracht met de vader van Joël en beweren dat Joël tot een priesterlijke familie behoorde; maar net als andere beweringen kunnen deze niet worden bevestigd. Joodse schriftuitleggers beweren dat Petuël eigenlijk Samuel was, want de oudste zoon van Samuel heette Joël (1 Samuel 8:2); maar de zonen van Samuel waren kwaaddoeners, dus deze bewering is moeilijk vol te houden. Er is geen twijfel over het gegeven dat Joël in het Koninkrijk Juda woonde en daar zijn werk als profeet deed. Gelet op het gegeven dat Joël grondig bekend was met de cultus in de tempel van Jeruzalem, wordt aangenomen dat hij daar zelf ook bij betrokken was.